# High Incident
High Incident is een Amerikaanse politieserie die voor het eerste werd uitgezonden in 1996 door ABC. De serie werd geproduceerd door DreamWorks Television en ontwikkeld door Eric Bogosian, Dave Alan Johnson, Michael Pavone en Steven Spielberg. Ondanks positieve kritieken werd na twee seizoenen in mei 1997 de serie stopgezet, mededoor concurrerende series die op het zelfde moment werden uitgezonden zoals Friends en Diagnosis Murder. High Incident werd opgenomen in de wijk San Fernando Valley in Chatsworth in de stad Los Angeles.

## Verhaal
De serie volgt het leven van een politiekorps in het fictieve stadje El-Camino in de staat Californië, dat zich bezighoudt met het voorkomen en bestrijden van de criminaliteit.

## Rolverdeling

### Vaste rollen
- Matt Beck	als Officier Terry Hagar
- Matt Craven als Officier Lenny Gayer
- Cole Hauser als Officier Randy Willitz
- David Keith als Korporaal Jim Marsh
- Louis Mustillo als Officier Russell Topps
- Aunjanue Ellis als Officier Leslie Joyner
- Wendy Davis als Lynette White
- Lindsay Frost als Sergeant Helen Sullivan (S2)
- Blair Underwood als Officier Michael Rhoades (S2)
- Lisa Vidal als Officier Jessica Helgado (S2)
- Catherine Kellner als Officier Gayle Van Camp (S1)
- Julio Oscar Mechoso als Officier Richie Fernandez (S1)
- Dylan Bruno als Officier Andy Lightner (S1)

### Dikwijls terugkerende rollen
- Rick Fitts als Boekingsfunctionaris Tom
- Michael McCraine als Tanya
- Mena Suvari als Jill Marsh
- Lenore Kasdorf als Julie Jensen

## Afleveringen
| Seizoen | Afleveringen | Eerste uitzending | Laatste uitzending |
| ------- | ------------ | ----------------- | ------------------ |
| 1       | 10           | 4 maart 1996      | 12 september 1996  |
| 2       | 22           | 17 september 1996 | 1 mei 1997         |